# Alfred Aubert
Alfred Aubert (Saint-George, 3 september 1859 – Rolle, 18 december 1923) was een Zwitsers politicus voor de Vrijzinnig-Democratische Partij (FDP/PRD) uit het kanton Vaud.

## Biografie
Aubert begon zijn politieke carrière in de gemeenteraad van zijn geboorteplaats Saint-George. In 1889 werd hij lid van de Grote Raad van Vaud, wat hij zou blijven zetelen tot 1901.
Tussen 3 december 1900 en 1 januari 1901 zetelde hij kortstondig in de Kantonsraad. Deze functie in de Kantonsraad diende hij reeds snel te verlaten toen hij commandant werd van het eerste militaire arrondissement in 1901. In 1916 werd hij luitenant-kolonel.
Van 1914 tot zijn overlijden in 1923 was hij lid van de raad van bestuur van het Crédit foncier vaudois.